# Władysław Galimski
Władysław Galimski (ur. 15 czerwca?/27 czerwca 1860 w Kijowie, zm. 9 lutego 1940 w Bydgoszczy) – polski malarz.

## Życiorys
Urodził się w rodzinie sekretarza kolegialnego. W Kijowie uczęszczał do szkoły rysunkowej Mykoły Iwanowycza Muraszki. Po ukończeniu gimnazjum realnego w latach 1878–1888 studiował malarstwo w Cesarskiej Akademii Sztuk Pięknych w Petersburgu u Pawła Czistiakowa.
Po dziesięcioletnim pobycie w Petersburgu w 1888 powrócił do Kijowa, gdzie wraz z Wilhelmem Kotarbińskim, Janem Stanisławskim i in. założył szkołę malarstwa i rzeźby, przekształconą w 1917 w Polską Szkołę Sztuk Pięknych. W Kijowie został członkiem stowarzyszenia artystów zainicjowanego przez Wiktora Wasniecowa. W 1888 otrzymał tytuł artysty malarza krajobrazów I klasy, a w 1893 tytuł akademika.
Władysław Galimski brał udział w wystawach malarstwa w Kijowie, Petersburgu, Towarzystwie Przyjaciół Sztuk Pięknych w Krakowie i w Towarzystwie Zachęty Sztuk Pięknych w Warszawie.
Artysta podróżował do Afryki, na Bliski Wschód, Kaukaz, do Syberii i krajów zachodniej Europy, odwiedził też Stany Zjednoczone, gdzie w 1893 uczestniczył w wystawie sztuki w Chicago.

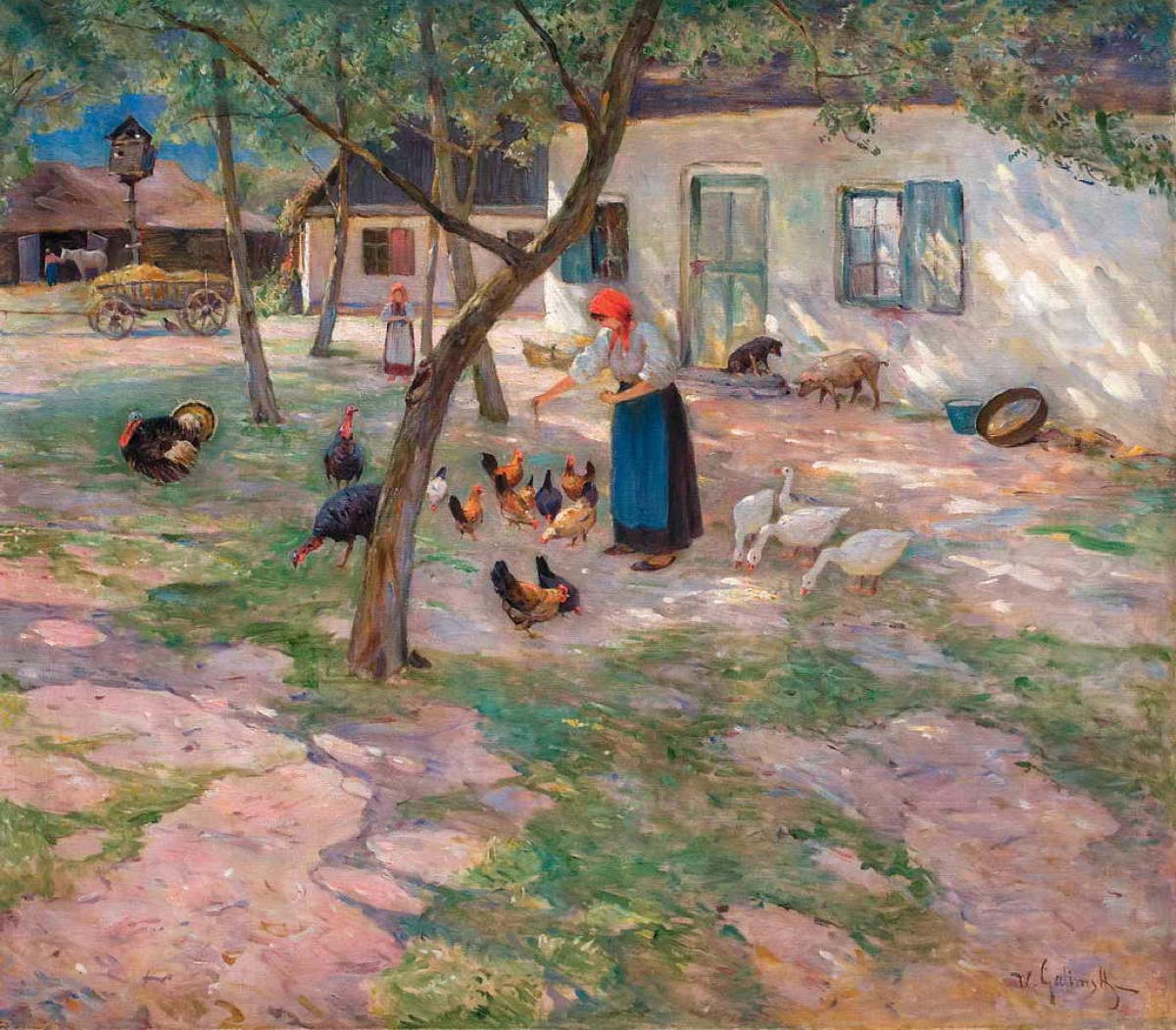
Ptasie podwórko

W 1921 przeniósł się z Kijowa do Krzemieńca, gdzie w latach 1924–1932 nauczał w Liceum Krzemienieckim. Po przejściu na emeryturę w wieku 72 lat przeniósł się do Bydgoszczy, gdzie pozostał do końca życia.